# Haplomitriopsida
Haplomitriopsida är en klass av bladmossor. Haplomitriopsida ingår i divisionen bladmossor och riket växter. Enligt Catalogue of Life omfattar klassen Haplomitriopsida 3 arter. 
Kladogram enligt Catalogue of Life:
| Haplomitriopsida | \| \| Calobryales \| \| \| \| \| \| Treubiales \| \| \| \| |
|                  | \| \| Calobryales \| \| \| \| \| \| Treubiales \| \| \| \| |
|                  | sotmossor                                                  |
|                  |                                                            |
|                  | Anthocerotopsida                                           |
|                  |                                                            |
|                  | egentliga bladmossor                                       |
|                  |                                                            |
|                  | Jungermanniopsida                                          |
|                  |                                                            |
|                  | Leiosporocerotopsida                                       |
|                  |                                                            |
|                  | levermossor                                                |
|                  |                                                            |
|                  | vitmossor                                                  |
|                  |                                                            |
|                  | Calobryales                                                |
|                  |                                                            |
|                  | Treubiales                                                 |
|                  |                                                            |

|  | Calobryales |
|  |             |
|  | Treubiales  |
|  |             |